# 442 (雜誌)
442（英語：FourFourTwo）是英國的一本足球月刊。雜誌的名稱是來自于足球陣型中的442陣型。這是英國足球最為經典的陣型。
2011年，442平均每期發行90,077份，其中75,212份是發行自英國和愛爾蘭。14,865份發行自海外。在2008年，442雜誌宣佈他們將是斯溫登足球俱樂部3年的球衣贊助商。
2011年2月，442雜誌出版了其的200期。

## 外部連結
- 官方网站（页面存档备份，存于）
- 442的X（前Twitter）
- Hungarian edition（页面存档备份，存于）
- Turkish edition（页面存档备份，存于）
- Australian edition
- Swedish edition（页面存档备份，存于）
- Thai edition